# Thomas Fogdö
Hans Thomas Fogdö (Gällivare, 14 marzo 1970) è un ex sciatore alpino svedese specialista dello slalom speciale, vincitore di una Coppa del Mondo di specialità.

## Biografia

### Carriera sciistica

#### Stagioni 1988-1992
Slalomista puro, Fogdö debuttò in campo internazionale in occasione dei Mondiali juniores di Madonna di Campiglio 1988, dove vinse la medaglia d'argento. In Coppa del Mondo ottenne il primo piazzamento l'11 dicembre 1990 a Sestriere (6º) e il primo podio il 18 dicembre successivo a Madonna di Campiglio (2º).
Esordì ai Campionati mondiali nella rassegna iridata di Saalbach-Hinterglemm 1991, dove ottenne il 5º posto; in seguito, il 23 marzo a Waterville Valley, vinse la sua prima gara di Coppa del Mondo. Nella stagione successiva prese parte ai suoi primi Giochi olimpici invernali, Albertville 1992, classificandosi al 5º posto, e vinse la classifica di specialità della Coppa Europa 1991-1992.

#### Stagioni 1993-1995
Ai Mondiali di Morioka 1993 gareggiò, oltre che nello slalom speciale (6º), anche nello slalom gigante (29º); in quella stagione 1992-1993 vinse la Coppa del Mondo di slalom speciale con 109 punti di vantaggio su Alberto Tomba, grazie anche a 5 podi con 4 successi (tra i quali l'ultimo della sua carriera, il 28 marzo a Åre).
Nuovamente 5º nello slalom speciale ai XVII Giochi olimpici invernali di Lillehammer 1994, il 12 dicembre dello stesso anno a Sestriere salì per l'ultima volta sul podio in Coppa del Mondo (2º). La sua ultima gara in carriera fu lo slalom speciale di Wengen del 22 gennaio 1995, che chiuse al 4º posto; poco più tardi rimase coinvolto in un grave incidente in allenamento a Åre che gli causò la paralisi degli arti inferiori.

### Altre attività
Dopo l'infortunio è entrato nei quadri della Federazione sciistica della Svezia, dove lavora come psicologo in supporto agli atleti.

## Palmarès

### Mondiali juniores
- 1 medaglia:
  - 1 argento (slalom speciale a Madonna di Campiglio 1988)

### Coppa del Mondo
- Miglior piazzamento in classifica generale: 9º nel 1993
- Vincitore della Coppa del Mondo di slalom speciale nel 1993
- 16 podi (tutti in slalom speciale):
  - 5 vittorie
  - 7 secondi posti
  - 4 terzi posti

#### Coppa del Mondo - vittorie
| Data             | Località          | Paese       | Specialità |
| ---------------- | ----------------- | ----------- | ---------- |
| 23 marzo 1991    | Waterville Valley | Stati Uniti | SL         |
| 6 dicembre 1992  | Val-d'Isère       | Francia     | SL         |
| 19 dicembre 1992 | Kranjska Gora     | Slovenia    | SL         |
| 17 gennaio 1993  | Lech              | Austria     | SL         |
| 28 marzo 1993    | Åre               | Svezia      | SL         |

Legenda:

SL = slalom speciale

### Coppa Europa
- Vincitore della classifica di slalom speciale nel 1992

### Campionati svedesi
- 3 ori (slalom speciale nel 1990, slalom speciale nel 1992, slalom speciale nel 1993)[1]